# Palpostoma africanum
Palpostoma africanum là một loài ruồi trong họ Tachinidae.